# حاج محمدتقی استرآبادی
محمدتقی استرابادی از سیاستمداران ایرانی بود، که در دوره نخست بعنوان نماینده گرگان در مجلس شورای ملی حضور داشت.